# Auguste Rencurel
Auguste Rencurel (4 septembre 1896, Oued Fodda - 19 janvier 1983, Toulon), est un avocat et homme politique français.

## Biographie
Licencié en droit de la faculté d’Alger, il devient officier au 2e régiment de zouaves. Avocat, puis bâtonnier du barreau d’Orléansville, il est maire d’Oued Fodda, puis d’Orléansville (-1953), conseiller général d’Oued Fodda, président du Conseil général d'Alger. Il devient membre de l’Assemblée consultative provisoire d’Alger à partir de 1943, puis, est élu à l’élection à l’Assemblée nationale constituante de 1945 et obtient sa réélection en 1946.